# Thuilley-aux-Groseilles
Thuilley-aux-Groseilles est une commune française située dans le département de Meurthe-et-Moselle, en région Grand Est.

## Géographie
D'après les données Corine land Cover, le territoire communal de 922 hectares se composait en 2011 de près de 64 % de forêts, 23 % de prairies et surfaces agricoles, 10 % de zones industrielles et 3 % de zones urbanisées. Le territoire est arrosé par le ruisseau de l'Arot (Ar) sur près de 4,8 km.

Fig. 1 - Thuilley (ban communal).

### Communes limitrophes
| Ochey  |                         | Viterne |
| Ochey  | Thuilley-aux-Groseilles | Viterne |
| Allain | Crépey                  | Germiny |

### Hydrographie
La commune est dans le bassin versant du Rhin au sein du bassin Rhin-Meuse. Elle est drainée par le ruisseau de l'Arot,.
L'Arot, d'une longueur de 17 km, prend sa source dans la commune de Thélod et se jette  dans la Moselle à Pierre-la-Treiche, après avoir traversé sept communes. 

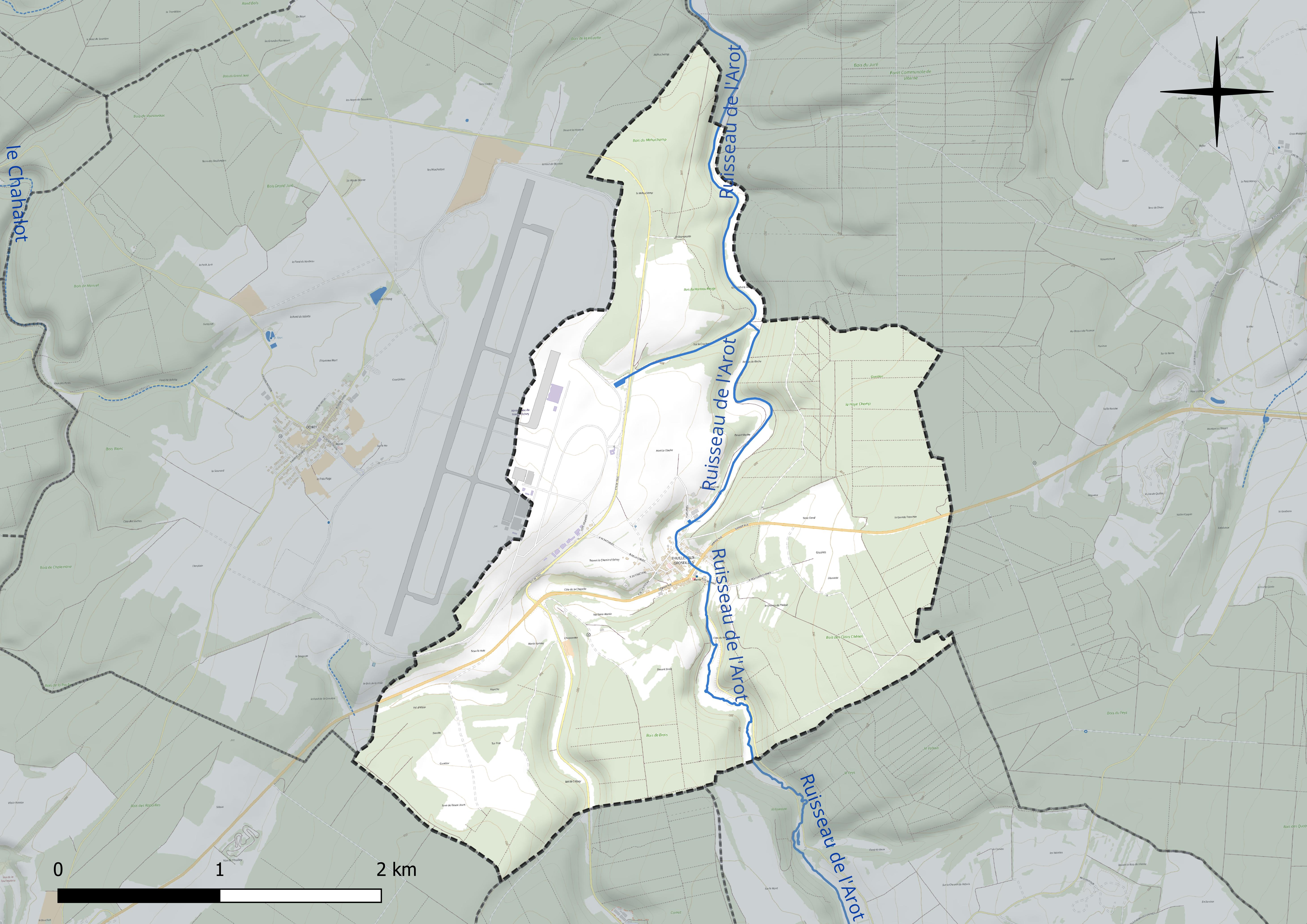
Réseau hydrographique de Thuilley-aux-Groseilles.

### Climat
Pour des articles plus généraux, voir Climat du Grand Est et Climat de Meurthe-et-Moselle.
En 2010, le climat de la commune est de type climat des marges montargnardes, selon une étude du Centre national de la recherche scientifique s'appuyant sur une série de données couvrant la période 1971-2000. En 2020, Météo-France publie une typologie des climats de la France métropolitaine dans laquelle la commune est dans une zone de transition entre le climat océanique altéré et le climat océanique altéré et est dans la région climatique  Lorraine, plateau de Langres, Morvan, caractérisée par un hiver rude (1,5 °C), des vents modérés et des brouillards fréquents en automne et hiver. 
Pour la période 1971-2000, la température annuelle moyenne est de 9,5 °C, avec une amplitude thermique annuelle de 16,8 °C. Le cumul annuel moyen de précipitations est de 840 mm, avec 12 jours de précipitations en janvier et 9,5 jours en juillet. Pour la période 1991-2020, la température moyenne annuelle observée sur la station météorologique de Météo-France la plus proche, « Nancy-Ochey », sur la commune d'Ochey à 2 km à vol d'oiseau, est de 10,5 °C et le cumul annuel moyen de précipitations est de 810,4 mm. 
La température maximale relevée sur cette station est de 39,6 °C, atteinte le 25 juillet 2019 ; la température minimale est de −19,1 °C, atteinte le 12 janvier 1987,,. 
Les paramètres climatiques de la commune ont été estimés pour le milieu du siècle (2041-2070) selon différents scénarios d'émission de gaz à effet de serre à partir des nouvelles projections climatiques de référence DRIAS-2020. Ils sont consultables sur un site dédié publié par Météo-France en novembre 2022.

## Urbanisme

### Typologie
Au 1er janvier 2024, Thuilley-aux-Groseilles est catégorisée commune rurale à habitat dispersé, selon la nouvelle grille communale de densité à sept niveaux définie par l'Insee en 2022.
Elle est située hors unité urbaine. Par ailleurs la commune fait partie de l'aire d'attraction de Nancy, dont elle est une commune de la couronne,. Cette aire, qui regroupe 353 communes, est catégorisée dans les aires de 200 000 à moins de 700 000 habitants,.

### Occupation des sols
L'occupation des sols de la commune, telle qu'elle ressort de la base de données européenne d’occupation biophysique des sols Corine Land Cover (CLC), est marquée par l'importance des forêts et milieux semi-naturels (64,2 % en 2018), en diminution par rapport à 1990 (66,1 %). La répartition détaillée en 2018 est la suivante : forêts (63,2 %), terres arables (23,2 %), zones industrielles ou commerciales et réseaux de communication (9,7 %), zones urbanisées (2,8 %), milieux à végétation arbustive et/ou herbacée (1,1 %). L'évolution de l’occupation des sols de la commune et de ses infrastructures peut être observée sur les différentes représentations cartographiques du territoire : la carte de Cassini (XVIIIe siècle), la carte d'état-major (1820-1866) et les cartes ou photos aériennes de l'IGN pour la période actuelle (1950 à aujourd'hui).

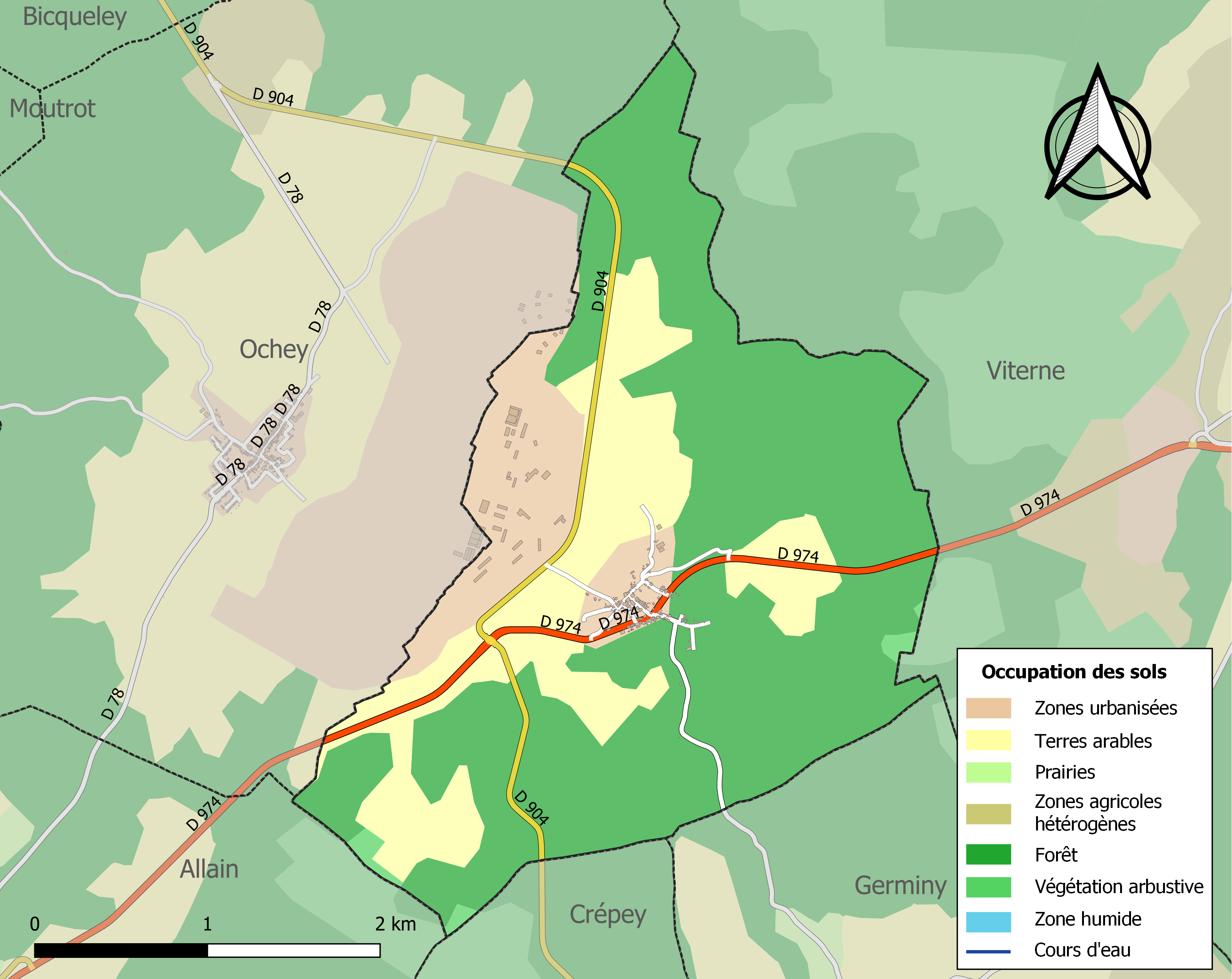
Carte des infrastructures et de l'occupation des sols de la commune en 2018 (CLC).

## Toponymie
Le pouillé du R.P. Benoit Picart évoque en effet une charte d'Othon Ier qui mentionne le village sous la forme latinisée : «Tuliacum villam cum Ecclefia» en 965 ; puis la localité est attesté sous les formes Tulliacum (982) ; Titiliacum (Xe siècle) ; Tulley (1285) ; Theuley (1397) ; Tulleyum (1402) ; Theulley-aux-grouzelles (1527) ; Thuillet (1594) ; Theully-aux-grouselles (1596) ; Thuylley (1600) dans le Dictionnaire topographique de la Meurthe.
L’explication de ce nom serait que Thuilley-aux-Groseilles est parcouru par un ruisseau, l’Ar (ou Aar), qui prend sa source à Germiny et se termine à la fin du village. L’eau y était captée et transportée dans de gros récipients qu’on appelle des seilles. Au fil du temps, les « grosses seilles » sont devenues les groseilles. Et le nom est resté.

### Microtoponymie
Les historiens signalaient, :
Michaux, nom donné à un moulin à grains qui dépend de Thuilley-aux-Groseilles, à 4 hect. du village. Ce moulin est d'un assez bon rapport.

## Histoire

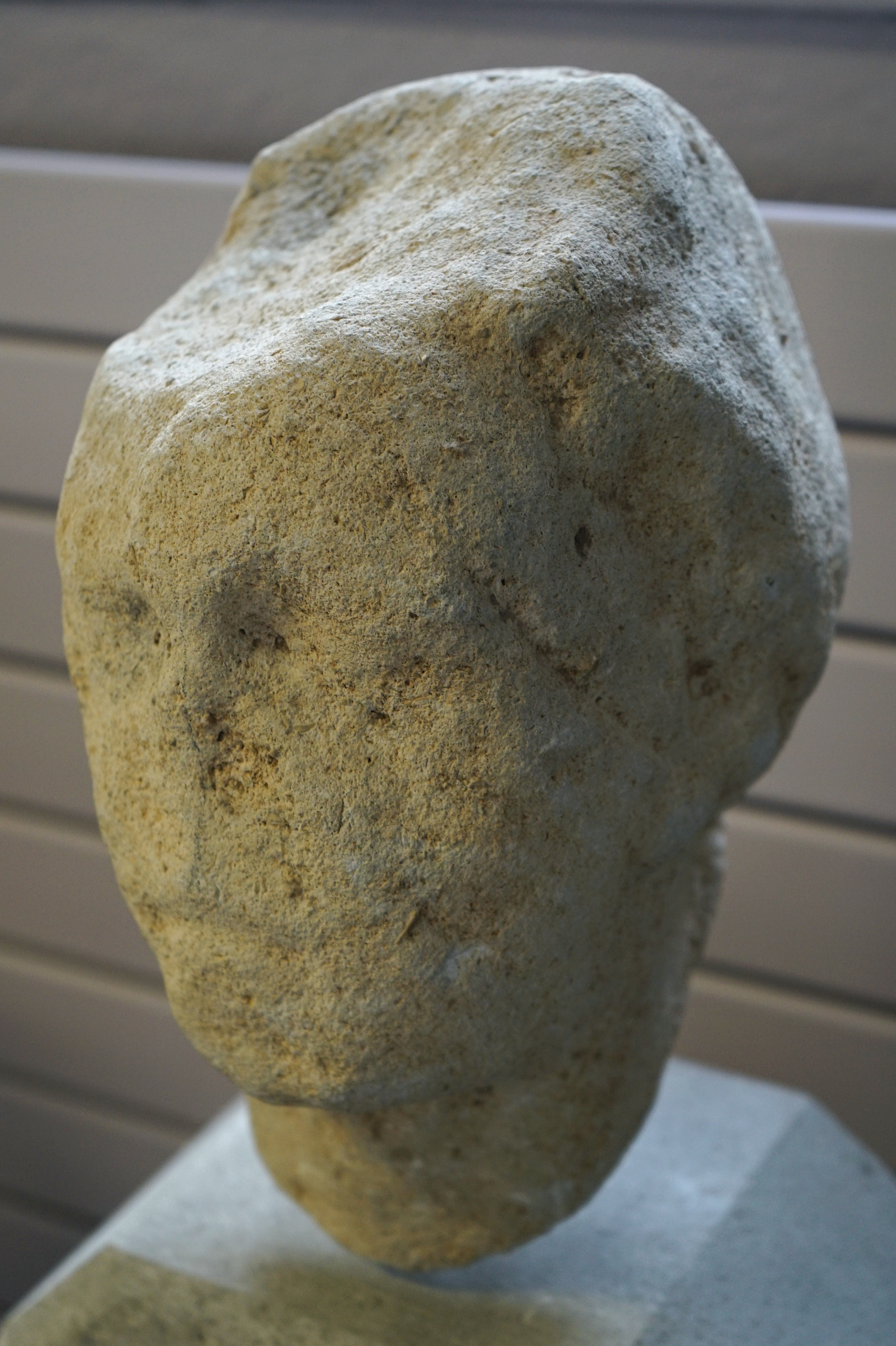
Musée de Toul.

Beaupré relate la découverte d’artefacts indicateurs de la probable présence humaine sur le territoire aux âges des métaux et à la période gallo-romaine :
« Quelques tumuli existent au lieudit la Côte Claudin, ainsi que des restes d'habitations. A côté de l'emplacement du Château-Grignon se voit un chemin pavé, continuant le chemin de la Blanche Dame et appelé Voie romaine, Chemin de César, près duquel on a trouvé des tuiles, des monnaies et divers objets. »
 Par ailleurs, le maire de la commune a mis au jour en 1968 une tête sculptée au lieu-dit Rouge-manteau, interprétée comme celle du dieu Mithra.
Au cours de la guerre de Trente Ans, Thuilley-aux-Groseilles et son église ont souffert  des nombreuses déprédations causées par les Suédois.
Fusion en 1973 des communes d'Ochey et de Thuilley-aux-Groseilles, qui ont défusionné en 1986.

## Politique et administration
| Période                                  | Période                   | Identité                                           | Étiquette | Qualité |
| ---------------------------------------- | ------------------------- | -------------------------------------------------- | --------- | ------- |
| Les données manquantes sont à compléter. |                           |                                                    |           |         |
| mars 2001                                | mars 2008                 | Marie-Claude Mersch                                |           |         |
| ?                                        |                           | ?                                                  |           |         |
| ?                                        |                           | ?                                                  |           |         |
| mars 2008                                | décembre 2018             | Dominique Henry                                    |           |         |
| 8 février 2019                           | En cours (au 26 mai 2020) | Laurence Broquerie Réélue pour le mandat 2020-2026 |           |         |

## Démographie
L'évolution du nombre d'habitants est connue à travers les recensements de la population effectués dans la commune depuis 1793. Pour les communes de moins de 10 000 habitants, une enquête de recensement portant sur toute la population est réalisée tous les cinq ans, les populations de référence des années intermédiaires étant quant à elles estimées par interpolation ou extrapolation. Pour la commune, le premier recensement exhaustif entrant dans le cadre du nouveau dispositif a été réalisé en 2008.

En 2022, la commune comptait 434 habitants, en évolution de −6,67 % par rapport à 2016 (Meurthe-et-Moselle : −0,13 %, France hors Mayotte : +2,11 %).
| 1793 | 1800 | 1806 | 1821 | 1831 | 1836 | 1841 | 1846 | 1851 |
| ---- | ---- | ---- | ---- | ---- | ---- | ---- | ---- | ---- |
| 213  | 244  | 247  | 286  | 300  | 362  | 356  | 356  | 418  |

| 1856 | 1861 | 1872 | 1876 | 1881 | 1886 | 1891 | 1896 | 1901 |
| ---- | ---- | ---- | ---- | ---- | ---- | ---- | ---- | ---- |
| 409  | 377  | 280  | 286  | 260  | 258  | 262  | 230  | 206  |

| 1906 | 1911 | 1921 | 1926 | 1931 | 1936 | 1946 | 1954 | 1962 |
| ---- | ---- | ---- | ---- | ---- | ---- | ---- | ---- | ---- |
| 195  | 174  | 168  | 137  | 111  | 117  | 117  | 112  | 556  |

| 1968 | 1990 | 1999 | 2006 | 2008 | 2013 | 2018 | 2022 | - |
| ---- | ---- | ---- | ---- | ---- | ---- | ---- | ---- | - |
| 469  | 265  | 219  | 508  | 480  | 474  | 422  | 434  | - |

## Économie
Henri Lepage et E. Grosse donnent quelques indications à caractère économique dans leurs ouvrages de 1836 et 1843 sans s'accorder sur la surface totale de la commune :
« Surf. territ. : 289 à 420 hect. en terres lab., 19 à 46 en prés, 7 en vignes, de 368 à 500 en bois. L'hectare semé en blé et seigle Peut rapporter 7 hectol., en orge et avoine 10. Bêtes rouges et blanches. Moulin à grains..»
 indiquant tous deux le caractère agricole voire modestement viticole de l'activité.

### Secteur primaire ouAgriculture
Le secteur primaire comprend, outre les exploitations agricoles et les élevages, les établissements liés à l’exploitation de la forêt et les pêcheurs.
D'après le recensement agricole 2010 du Ministère de l'agriculture (Agreste), la commune de Thuilley-aux-Groseilles était majoritairement orientée sur la production de céréales et d'oléagineux (auparavant polyculture et poly-élevage) sur une surface agricole utilisée d'environ 341 hectares (supérieure à la surface cultivable communale) en augmentation depuis 1988 - Le cheptel en unité de gros bétail s'est nettement réduit de 218 à 105 entre 1988 et 2010. Il n'y avait plus que 3 exploitations agricoles ayant leur siège dans la commune employant 4 unités de travail.(jusqu'à 5 exploitations et 8 unités de travail depuis 1988).

## Culture locale et patrimoine

### Lieux et monuments
- Plusieurs maisons ont conservé des vestiges des XVe et XVIe siècles.
- Église Saint-Martin de style néo-gothique (XIXe siècle).
- Lavoir début XXe siècle.

### Personnalités liées à la commune
- Dieudonné de la Ruelle, écuyer, seigneur de Thuilley-aux-Groseilles, 1729 - 1773, banquier à Nancy[29].
- Albert Riston (1731-1785), né à Thuilley-aux-Groseilles, avocat et conseiller de ducs de Lorraine[30],[31].

### Héraldique
| Blason de Thuilley-aux-Groseilles | Blason  | Blasonnement : d'azur au chevron d'or accompagné en chef de deux abeilles et en pointe d'un caducée le tout d'or, au chef d'argent chargé de trois grappes de groseilles de gueules feuillées de sinople.                          |
| Blason de Thuilley-aux-Groseilles | Détails | Ce sont les armes d'Albert Riston, né à Thuilley en 1732, avocat et conseiller secrétaire du roi. Les grappes de groseilles ajoutées à son blason évoquent le nom de la localité. Le statut officiel du blason reste à déterminer. |